# Anna Frost
Pour les articles homonymes, voir Frost.
Anna Frost, ou Anna Heather Frost, née le 1er novembre 1981 et originaire de Dunedin, est une traileuse néo-zélandaise.

## Biographie
Elle commence la compétition en 2004 et rejoint quelques années après l'équipe anglaise de la marque Salomon. En 2008, elle remporte le Grand Prix WMRA en ayant décroché seulement deux podiums aux courses de Meran 2000 et du Feuerkogel mais en ayant effectué une saison consistante en participant à 5 manches. En 2012, elle remporte la Transvulcania, ultramarathon organisé aux îles Canaries, en 8 h 11 min 31 s, ce qui constitue le record de l'épreuve,, mais décide de ne pas courir l'épreuve l'année suivante. La même année, entre autres, elle termine première à la Speedgoat 50K aux États-Unis, seconde à l'Ultra Cavalls Del Vent dans les Pyrénées et première à la Maxi-Race du Lac d'Annecy. En juin, elle remporte encore le trail du Colorado, à La Réunion.
Quelque temps auparavant, en 2010, elle gagne une dizaine de courses de Trail dont la Skyrunner World Series, puis l'année suivante, la Table Mountain Challenge (en), la Three Peaks Race, parmi d'autres.
En 2014, elle remporte la Bear 100 Mile Endurance Run et en juillet 2015, la Hardrock 100.

## Résultats
| no  | féminin            | Course                                                  | Longueur | Départ            | Temps            |
| --- | ------------------ | ------------------------------------------------------- | -------- | ----------------- | ---------------- |
| 40e | Médaille de bronze | Course de Schlickeralm                                  | 11,2 km  | 6 août 2006       | 1 h 15 min 6 s   |
| 29e | Médaille d'or      | Dreizinnen-Marathon                                     | 21 km    | 10 septembre 2006 | 2 h 6 min 1 s    |
| 1re | Médaille d'or      | Course de montagne du Feuerkogel                        | 9 km     | 12 août 2007      | 1 h 2 min 46 s   |
| 63e | 4e                 | Challenge mondial de course en montagne longue distance | 37,4 km  | 24 avril 2008     | 3 h 26 min 13 s  |
| 8e  | Médaille d'or      | Cross du Mont-Blanc                                     | 21 km    | 29 juin 2008      | 2 h 18 min 47 s  |
| 2e  | Médaille d'argent  | Course de montagne du Feuerkogel                        | 9 km     | 10 août 2008      | 1 h 2 min 55 s   |
| 18e | Médaille d'or      | Drei Zinnen Alpine Run                                  | 17,5 km  | 12 septembre 2009 | 1 h 42 min 19 s  |
| 1re | Médaille d'or      | Championnats du Commonwealth de course en montagne      | 8 km     | 19 septembre 2009 | 48 min 06 s      |
| 34e | Médaille d'argent  | Course de Šmarna Gora                                   | 9,2 km   | 3 octobre 2009    | 47 min 19 s      |
| 25e | Médaille de bronze | Challenge mondial de course en montagne longue distance | 42 km    | 10 octobre 2009   | 3 h 33 min 20 s  |
| 18e | Médaille d'or      | Cross du Mont-Blanc                                     | 21 km    | 26 juin 2010      | 2 h 13 min 48 s  |
| 43e | Médaille d'or      | Course de montagne du Grossglockner                     | 12,6 km  | 18 juillet 2010   | 1 h 27 min 58 s  |
| 27e | Médaille d'argent  | Course de montagne du Feuerkogel                        | 10 km    | 8 août 2010       | 1 h 8 min 14 s   |
| 32e | Médaille de bronze | Challenge mondial de course en montagne longue distance | 21,4 km  | 21 août 2010      | 2 h 42 min 46 s  |
| 36e | Médaille d'argent  | Drei Zinnen Alpine Run                                  | 17,5 km  | 11 septembre 2010 | 1 h 49 min 23 s  |
| 40e | Médaille d'or      | Three Peaks Race                                        | 37,4 km  | 30 avril 2011     | 3 h 30 min 0 s   |
| 13e | Médaille d'or      | Transvulcania                                           | 83 km    | 12 mai 2012       | 8 h 11 min 31 s  |
| 18e | Médaille d'or      | Speedgoat 50K                                           | 50 km    | 28 juillet 2012   | 6 h 26 min 23 s  |
| 9e  | Médaille d'argent  | Ultra Cavalls del Vent                                  | 84 km    | 29 septembre 2012 | 10 h 35 min 18 s |
| 39e | Médaille d'or      | Trail du Colorado                                       | 38 km    | 16 juin 2013      | 4 h 16 min 25 s  |
| 22e | Médaille d'or      | Transvulcania                                           | 73 km    | 10 mai 2014       | 8 h 10 min 41 s  |
| 21e | Médaille d'or      | Speedgoat 50K                                           | 50 km    | 19 juillet 2014   | 6 h 42 min 00 s  |
| 61e | 8e                 | Challenge mondial de course en montagne longue distance | 21,4 km  | 16 août 2014      | 2 h 49 min 40 s  |
| 6e  | Médaille d'or      | Bear 100                                                | 100 mi   | 26 septembre 2014 | 20 h 59 min 24 s |
| 8e  | Médaille d'or      | Hardrock 100                                            | 100 mi   | 10 juillet 2015   | 28 h 22 min 47 s |
| 18e | Médaille de bronze | Ultra SkyMarathon Madeira                               | 55 km    | 4 juin 2016       | 7 h 17 min 0 s   |
| 8e  | Médaille d'or      | Hardrock 100                                            | 100 mi   | 15 juillet 2016   | 29 h 02 min 00 s |
| 22e | Médaille de bronze | Santana Vertical Kilometer                              | 4,8 km   | 2 juin 2017       | 55 min 47 s      |
| 23e | Médaille de bronze | Santana Vertical Kilometer                              | 4,8 km   | 1er juin 2018     | 52 min 56 s      |
| 18e | Médaille d'or      | Santana SkyRace                                         | 23 km    | 2 juin 2018       | 2 h 46 min 49 s  |
| 30e | Médaille d'argent  | Santana Vertical Kilometer                              | 4,8 km   | 16 juin 2023      | 58 min 6 s       |